# 은광학교
은광학교는 전라남도 영암군 삼호읍 신호정길 43-17 (산호리 442-3)에 있는 시각장애 학생을 위한 유, 초, 중, 고, 이료재활 과정의 사립 특수학교이다.

## 역사
- 1951년 목포맹아원
- 1964년 목포맹아학교 초등학교
- 1976년 목포맹학교 중학교
- 1986년 교사 신축 이전
- 1986년 은광학교로 개칭
- 1989년 은광학교 고등학교
- 2001년 은광학교 유치원
- 2006년 이료재활과